# Németh József (püspök)
Németh József György (Szeged, 1831. április 20. – Temesvár, 1916. november 12.) magyar katolikus pap, csanádi segédpüspök.

## Pályafutása
Régi szegedi iparoscsaládból származott; apja Németh József, anyja Szekula Katalin. A palánki Szent Dömötör-templomban keresztelték. Középiskolai tanulmányait a szegedi piarista gimnáziumban végezte, majd a temesvári szeminárium hallgatója lett.
1848-ban másodéves papnövendék volt, amikor több társával együtt honvédnek állt, és az 1848–1849-es szabadságharcban Guyon Richárd, később Vécsey Károly seregében szolgált. Részt vett a temesvári csatában és a világosi fegyverletételnél is. A császári seregbe alkalmatlanság miatt nem sorozták be; teológiai tanulmányait elsőévesként kezdte újra.
1854. augusztus 24-én szentelte pappá Csajághy Sándor püspök. Ezt követően Temeshidegkúton volt káplán, majd 1855. február 26-tól püspöki szertartó, 1856 januárjától szentszéki jegyző, 1857 júliusától a kisszeminárium (más forrás szerint a szeminárium) spirituálisa.
1862-től szentszéki ülnök, 1870-től a szeminárium rektora, 1871-től csanádi kanonok volt.

### Püspöki pályafutása
1874-ben Ferenc József isauropolisi címzetes püspökké és csanádi segédpüspökké nevezte ki, IX. Piusz pápa január 16-án erősítette meg a kinevezést. Április 19-én szentelte püspökké Kalocsán Haynald Lajos kalocsai érsek, Schlauch Lőrinc szatmári és Nehiba János tinnini püspök segédletével.
Segédpüspöki kinevezését követően püspöki helynökként szolgált. 1879-től nagyprépost és szkopiai választott püspök. 1884-től általános püspöki helynök, 1889–1890 között a széküresedés alatt káptalani helynök volt. 1905. augusztus 10. és 1908. május 10. között apostoli adminisztrátorként vezette a Csanádi egyházmegyét, Dessewffy Sándor püspök betegsége alatt. Ezt követően 1911. május 9-ig a püspök lelki helynöke és általános ügyhallgató.
A temesvári székesegyházban temették el 1916. november 16-án.
Az egyházmegye papsága körében népszerű volt segítőkészsége, egyszerűsége, szerénysége és klasszikus műveltsége, latintudása miatt. 42 évig volt segédpüspök, és bár sokan várták megyéspüspöki kinevezését, erre nem került sor; négy főpásztor mellett szolgált. Ennek oka részben a szabadságharcban való részvétele volt, részben Tisza Kálmán miniszterelnök ellenzése, amiért megengedte papjainak, hogy bírálják a kormányt.

## Díjak
- Osztrák Császári Vaskorona-rend második osztálya (1899)[2]
- Ferenc József-rend nagykeresztje a csillaggal[2]
- Temesvár díszpolgára (1908)[1]